# Cefotetan
Il  cefotetan  rientra fra le cefalosporine (agenti battericidi) di seconda generazione.

## Indicazioni
Viene utilizzato contro le infezioni da Bacteroides fragilis, Neisseria gonorrhoeae, nella compromissione renale e nell'emodialisi.

## Dosaggi
In caso di emofiltrazione continua arterovenosa 750 mg.

## Controindicazioni
Sconsigliato in soggetti con insufficienza renale, da evitare in caso di gravidanza e allattamento materno,  ipersensibilità nota al farmaco o in casi di allergia alle penicilline.

## Effetti indesiderati
Fra gli effetti collaterali più frequenti si riscontrano senso di agitazione, rash, vertigini, orticaria, cefalea, nausea, diarrea, gastrite, sindrome di Stevens-Johnson, epilessia, epatite, prurito, candidosi vaginale.